# Hrabstwo Davison
Hrabstwo Davison (ang. Davison County) – hrabstwo w stanie Dakota Południowa w Stanach Zjednoczonych. Obszar całkowity hrabstwa obejmuje powierzchnię 436,78 mil² (1131,25 km²). Według szacunków United States Census Bureau w roku 2009 miało 18 929 mieszkańców.
Hrabstwo powstało w 1873 roku. Na jego terenie znajdują się następujące gminy (townships): Badger, Baker, Beulah, Blenden, Tobin, Lisbon, Mitchell, Mount Vernon, Perry, Prosper, Rome, Union.

## Miejscowości
- Mitchell
- Mount Vernon
- Ethan
- Loomis (CDP)